# 1545
Il 1545 (MDXLV in numeri romani) è un anno  del XVI secolo.1546

## Eventi
- Il 13 dicembre inizia il Concilio di Trento.

## Nati

### Gennaio
- 11 gennaio - Guidobaldo Del Monte, matematico, filosofo e astronomo italiano († 1607)

### Febbraio
- 2 febbraio - Nicolaus Reusner, giurista e editore tedesco († 1602)
- 3 febbraio - Blas Valera, gesuita e scrittore peruviano († 1597)
- 14 febbraio - Lucrezia di Cosimo I de' Medici, nobildonna italiana († 1561)

### Marzo
- 3 marzo - Angelo Rocca, umanista, bibliotecario e vescovo cattolico italiano († 1620)
- 11 marzo - Giovanni Francesco Aldobrandini, generale e diplomatico italiano († 1601)
- 18 marzo - Julius Echter von Mespelbrunn, vescovo cattolico e politico tedesco († 1617)
- 25 marzo - Giovanni di Schleswig-Holstein-Sonderburg, principe danese († 1622)

### Aprile
- 2 aprile - Elisabetta di Valois, principessa francese († 1568)
- 7 aprile - Giovanni Francesco Biandrate di San Giorgio Aldobrandini, cardinale, vescovo cattolico e giurista italiano († 1605)
- 15 aprile - Carlo II di Münsterberg-Oels, nobile boemo († 1617)
- 20 aprile - Mary Grey, nobildonna inglese († 1578)
- 28 aprile - Yi Sun-sin, ammiraglio coreano († 1598)

### Maggio
- 1º maggio - François du Jon, teologo olandese († 1602)
- 10 maggio - Matteo Zane, politico, diplomatico e patriarca cattolico italiano († 1605)
- 21 maggio - Girolamo Pamphili, cardinale italiano († 1610)
- 24 maggio - Dorotea di Lorena, duchessa francese († 1621)

### Giugno
- 6 giugno - Jerónimo Gracián, religioso spagnolo († 1614)
- 19 giugno - Anna Vasa, principessa svedese († 1610)

### Luglio
- 8 luglio - Don Carlos, principe spagnolo († 1568)

### Agosto
- 24 agosto - Ciriaco Mattei, nobile e collezionista d'arte italiano († 1614)
- 27 agosto - Alessandro Farnese, generale, politico e nobile italiano († 1592)

### Settembre
- 7 settembre - Eitel Federico IV di Hohenzollern, conte († 1605)
- 12 settembre - Lorenzo Bianchetti, cardinale italiano († 1612)
- 20 settembre - Yamanaka Yukimori, militare giapponese († 1578)

### Ottobre
- 19 ottobre - Giovanni Giovenale Ancina, vescovo cattolico e compositore italiano († 1604)

### Novembre
- 2 novembre - Ernesto Ludovico di Pomerania, duca tedesco († 1592)

### Dicembre
- 7 dicembre - Enrico Stuart, Lord Darnley, re britannico († 1567)
- 15 dicembre - Giovanni Dolfin, politico e cardinale italiano († 1622)
- 16 dicembre - Johann Eustach von Westernach, tedesco († 1627)

### Senza giorno specificato
- David Aichler, abate tedesco († 1596)
- Attilio Amalteo, arcivescovo cattolico e diplomatico italiano († 1633)
- Giovanni Lorenzo d'Anania, geografo e teologo italiano († 1609)
- Azai Nagamasa, militare giapponese († 1573)
- Rinaldo Bonanno, scultore e architetto italiano († 1600)
- Heinrich Bünting, teologo e cartografo tedesco († 1606)
- Giuseppe Caimo, compositore e organista italiano († 1584)
- Sebastiano Cattaneo, vescovo cattolico e scrittore italiano († 1609)
- Ilario Cortesi, vescovo cattolico italiano († 1608)
- Pietro De Franchi Sacco, doge († 1611)
- Valborg Eriksdotter, svedese († 1580)
- Francesco da Urbino, pittore italiano († 1582)
- Simone Gatto, compositore e direttore d'orchestra italiano († 1595)
- John Gerard, botanico inglese († 1612)
- Orazio Gonzaga, nobile italiano († 1587)
- Giuseppe Graffigna, corsaro italiano
- Charles Grey, VII conte di Kent, nobile inglese († 1623)
- Hōjō Ujinori, militare giapponese († 1600)
- Ismihan Sultan, principessa ottomana († 1585)
- Tommaso Knyvet, I barone Knyvet, nobile britannico († 1622)
- John Lamb, astrologo inglese († 1628)
- Carlo Lambardi, architetto italiano († 1619)
- Luzzasco Luzzaschi, organista e compositore italiano († 1607)
- Ulisse Martinengo, nobile italiano († 1570)
- Mashita Nagamori, militare giapponese († 1615)
- Juan Bautista Monegro, scultore e architetto spagnolo († 1621)
- William Morgan, vescovo anglicano gallese († 1604)
- Morosina Morosini († 1614)
- Johann Caspar Neubeck, vescovo cattolico austriaco († 1594)
- Virgilio Nucci, pittore italiano († 1621)
- Elena Orsini, religiosa italiana († 1574)
- Oyamada Nobushige, militare giapponese († 1582)
- Domenico Paganelli, architetto e monaco cristiano italiano († 1624)
- Gonzalo Piña Lidueña, condottiero spagnolo († 1600)
- Frans Pourbus il Vecchio, pittore fiammingo († 1581)
- Rokkaku Yoshiharu, militare giapponese († 1612)
- Giovanni Ruiz de Villoslada, vescovo cattolico italiano († 1607)
- Gaspare Tagliacozzi, chirurgo e anatomista italiano († 1599)
- Orazio Torsellino, storico e letterato italiano († 1599)
- Túpac Amaru, imperatore inca († 1572)
- Marco Vecellio, pittore italiano († 1611)
- Philip Vinckeboons, pittore fiammingo († 1601)
- Juan de Zapata y Sandoval, religioso spagnolo († 1630)
- Ōkubo Nagayasu, militare giapponese († 1613)
- Ōuchi Sadatsuna, militare giapponese († 1610)

## Morti

### Gennaio
- 2 gennaio - Paolo Torelli, conte italiano (n. 1509)
- 16 gennaio - Georg Burkhardt, umanista e teologo tedesco (n. 1484)

### Marzo
- 1º marzo - Radu VII Paisie, principe
- 6 marzo - Georg Helt, umanista e teologo tedesco

### Aprile
- 3 aprile - Antonio de Guevara, scrittore e vescovo cattolico spagnolo
- 4 aprile - Walter von Cronberg, nobile tedesco
- 10 aprile - Costanzo Festa, compositore italiano
- 22 aprile - Ludovico X di Baviera, duca (n. 1495)

### Maggio
- 3 maggio - Ludovico Boccadiferro, filosofo italiano (n. 1482)
- 11 maggio - Pier Paolo Parisio, cardinale, vescovo cattolico e giurista italiano (n. 1473)
- 22 maggio - Sher Shah Suri, sultano indiano (n. 1486)
- 23 maggio - Costanza Farnese,  italiana
- 31 maggio - Agnes Tylney, nobile britannica

### Giugno
- 4 giugno - Giovanni Luigi di Nassau-Saarbrücken, sovrano tedesco (n. 1472)
- 12 giugno - Francesco I di Lorena, duca francese (n. 1517)
- 15 giugno - Elisabetta d'Asburgo, principessa (n. 1526)

### Luglio
- 7 luglio - Pernette du Guillet, poetessa francese
- 12 luglio - Maria Emanuela d'Aviz,  portoghese (n. 1527)

### Agosto
- 1º agosto - Juan Pardo de Tavera, cardinale e arcivescovo cattolico spagnolo (n. 1472)
- 3 agosto - Benedetto Giovio, notaio e storico italiano (n. 1471)
- 10 agosto - Eleonora Gonzaga di Ludovico, nobildonna italiana
- 22 agosto - Charles Brandon, I duca di Suffolk, diplomatico e nobile inglese (n. 1484)

### Settembre
- 1º settembre - Francesco di Borbone-Vendôme, generale francese (n. 1491)
- 9 settembre - Carlo II d'Orléans, nobile (n. 1522)
- 24 settembre - Alberto di Hohenzollern, cardinale e nobile tedesco (n. 1490)

### Ottobre
- 2 ottobre - Rutgerus Rescius, grecista e editore fiammingo
- 18 ottobre - John Taverner, compositore e organista inglese (n. 1490)
- 20 ottobre - Jacopo V Appiano, nobile (n. 1480)

### Novembre
- 2 novembre - Gaspar Ávalos de la Cueva, cardinale e arcivescovo cattolico spagnolo (n. 1485)
- 9 novembre - Pietro Lando, politico italiano (n. 1462)

### Senza giorno specificato
- Gabriel Ascherham, predicatore tedesco
- Hans Baldung, pittore, disegnatore e incisore tedesco
- Jeronimo Bassano, musicista italiano (n. 1480)
- Giovanni Bembo, filologo italiano (n. 1473)
- Leonardo Buonafede, vescovo cattolico e mecenate italiano (n. 1450)
- Juan Canuti, vescovo cattolico spagnolo
- Capino Capini, condottiero e ambasciatore italiano (n. 1490)
- Giovanni Vincenzo Corso, pittore italiano (n. 1490)
- Pantaleone Cybo, cardinale italiano
- Alejo Fernández, pittore spagnolo (n. 1475)
- Bartolomeo Fumo, giurista italiano
- Guigues Guiffrey, militare francese (n. 1497)
- Hatakeyama Yoshifusa, militare giapponese (n. 1491)
- Nikola Jurišić, nobile, militare e diplomatico croato (n. 1490)
- Abraomas Kulvietis, scrittore lituano (n. 1509)
- Giovanni Maria Lanfranco, organista, teorico musicale e scrittore italiano (n. 1490)
- Raffaello del Brescianino, pittore italiano
- Pierina Riccia,  italiana (n. 1522)
- Giovan Battista Rositi da Forlì, pittore italiano
- Christoph Rudolff, matematico tedesco (n. 1499)
- Andrea Sabatini, pittore italiano (n. 1480)
- Ottaviano Maria Sforza, patriarca cattolico italiano (n. 1475)
- Bernardo de la Torre, navigatore e esploratore spagnolo
- Pedro I del Congo, re
- Hasan Agha, corsaro e politico ottomano (n. 1486)
- Khanzada Begum, principessa indiana (n. 1478)
- Johannes Stephan van Calcar, pittore tedesco

## Calendario
| Calendario 1545 | Calendario 1545 | Calendario 1545 | Calendario 1545 | Calendario 1545 | Calendario 1545 | Calendario 1545 | Calendario 1545 | Calendario 1545 | Calendario 1545 | Calendario 1545 | Calendario 1545 | Calendario 1545 | Calendario 1545 | Calendario 1545 | Calendario 1545 | Calendario 1545 | Calendario 1545 | Calendario 1545 | Calendario 1545 | Calendario 1545 | Calendario 1545 | Calendario 1545 | Calendario 1545 | Calendario 1545 | Calendario 1545 | Calendario 1545 | Calendario 1545 | Calendario 1545 | Calendario 1545 | Calendario 1545 | Calendario 1545 | Calendario 1545 |
| --------------- | --------------- | --------------- | --------------- | --------------- | --------------- | --------------- | --------------- | --------------- | --------------- | --------------- | --------------- | --------------- | --------------- | --------------- | --------------- | --------------- | --------------- | --------------- | --------------- | --------------- | --------------- | --------------- | --------------- | --------------- | --------------- | --------------- | --------------- | --------------- | --------------- | --------------- | --------------- | --------------- |
|                 | 1               | 2               | 3               | 4               | 5               | 6               | 7               | 8               | 9               | 10              | 11              | 12              | 13              | 14              | 15              | 16              | 17              | 18              | 19              | 20              | 21              | 22              | 23              | 24              | 25              | 26              | 27              | 28              | 29              | 30              | 31              |                 |
| Gennaio         | Gi              | Ve              | Sa              | Do              | Lu              | Ma              | Me              | Gi              | Ve              | Sa              | Do              | Lu              | Ma              | Me              | Gi              | Ve              | Sa              | Do              | Lu              | Ma              | Me              | Gi              | Ve              | Sa              | Do              | Lu              | Ma              | Me              | Gi              | Ve              | Sa              |                 |
| Febbraio        | Do              | Lu              | Ma              | Me              | Gi              | Ve              | Sa              | Do              | Lu              | Ma              | Me              | Gi              | Ve              | Sa              | Do              | Lu              | Ma              | Me              | Gi              | Ve              | Sa              | Do              | Lu              | Ma              | Me              | Gi              | Ve              | Sa              |                 |                 |                 |                 |
| Marzo           | Do              | Lu              | Ma              | Me              | Gi              | Ve              | Sa              | Do              | Lu              | Ma              | Me              | Gi              | Ve              | Sa              | Do              | Lu              | Ma              | Me              | Gi              | Ve              | Sa              | Do              | Lu              | Ma              | Me              | Gi              | Ve              | Sa              | Do              | Lu              | Ma              |                 |
| Aprile          | Me              | Gi              | Ve              | Sa              | Do              | Lu              | Ma              | Me              | Gi              | Ve              | Sa              | Do              | Lu              | Ma              | Me              | Gi              | Ve              | Sa              | Do              | Lu              | Ma              | Me              | Gi              | Ve              | Sa              | Do              | Lu              | Ma              | Me              | Gi              |                 |                 |
| Maggio          | Ve              | Sa              | Do              | Lu              | Ma              | Me              | Gi              | Ve              | Sa              | Do              | Lu              | Ma              | Me              | Gi              | Ve              | Sa              | Do              | Lu              | Ma              | Me              | Gi              | Ve              | Sa              | Do              | Lu              | Ma              | Me              | Gi              | Ve              | Sa              | Do              |                 |
| Giugno          | Lu              | Ma              | Me              | Gi              | Ve              | Sa              | Do              | Lu              | Ma              | Me              | Gi              | Ve              | Sa              | Do              | Lu              | Ma              | Me              | Gi              | Ve              | Sa              | Do              | Lu              | Ma              | Me              | Gi              | Ve              | Sa              | Do              | Lu              | Ma              |                 |                 |
| Luglio          | Me              | Gi              | Ve              | Sa              | Do              | Lu              | Ma              | Me              | Gi              | Ve              | Sa              | Do              | Lu              | Ma              | Me              | Gi              | Ve              | Sa              | Do              | Lu              | Ma              | Me              | Gi              | Ve              | Sa              | Do              | Lu              | Ma              | Me              | Gi              | Ve              |                 |
| Agosto          | Sa              | Do              | Lu              | Ma              | Me              | Gi              | Ve              | Sa              | Do              | Lu              | Ma              | Me              | Gi              | Ve              | Sa              | Do              | Lu              | Ma              | Me              | Gi              | Ve              | Sa              | Do              | Lu              | Ma              | Me              | Gi              | Ve              | Sa              | Do              | Lu              |                 |
| Settembre       | Ma              | Me              | Gi              | Ve              | Sa              | Do              | Lu              | Ma              | Me              | Gi              | Ve              | Sa              | Do              | Lu              | Ma              | Me              | Gi              | Ve              | Sa              | Do              | Lu              | Ma              | Me              | Gi              | Ve              | Sa              | Do              | Lu              | Ma              | Me              |                 |                 |
| Ottobre         | Gi              | Ve              | Sa              | Do              | Lu              | Ma              | Me              | Gi              | Ve              | Sa              | Do              | Lu              | Ma              | Me              | Gi              | Ve              | Sa              | Do              | Lu              | Ma              | Me              | Gi              | Ve              | Sa              | Do              | Lu              | Ma              | Me              | Gi              | Ve              | Sa              |                 |
| Novembre        | Do              | Lu              | Ma              | Me              | Gi              | Ve              | Sa              | Do              | Lu              | Ma              | Me              | Gi              | Ve              | Sa              | Do              | Lu              | Ma              | Me              | Gi              | Ve              | Sa              | Do              | Lu              | Ma              | Me              | Gi              | Ve              | Sa              | Do              | Lu              |                 |                 |
| Dicembre        | Ma              | Me              | Gi              | Ve              | Sa              | Do              | Lu              | Ma              | Me              | Gi              | Ve              | Sa              | Do              | Lu              | Ma              | Me              | Gi              | Ve              | Sa              | Do              | Lu              | Ma              | Me              | Gi              | Ve              | Sa              | Do              | Lu              | Ma              | Me              | Gi              |                 |